# Lawrence Gordon
Lawrence Gordon, es uno de los personajes principales de la saga de películas "Saw" creada por James Wan y Leigh Whannell cuyas principales características son la temática original que el asesino utiliza para justificar sus crímenes, la trama entrañada y un final sorprendente. La primera película de Saw fue estrenada en 2004 y su última película Saw X, se estrenó en 2023.

## Perfil
Lawrence Gordon es un personaje ficticio de la serie de películas Saw, Cary Elwes es el encargado de darle vida al doctor Gordon en la primera película y en la séptima entrega.

### Secretos de un doctor
Lawrence Gordon vive una vida bastante rutinaria, casado y con una hija, ni siquiera su trabajo en el hospital parece brindarle alegría alguna en su vida. Esto lo lleva a tener una relación amorosa con una de sus secretarias, Carla, engañando a su esposa con mentiras para poder encontrarse con dicha secretaria, llegando a abandonar a su esposa e hija. En el hospital se convierte en el doctor de John Kramer/Jigsaw, paciente de cáncer, asistido por Zep Hindle. Este crea un vínculo con el paciente, llegando a contar las indiscreciones de Gordon. Por lo que Lawrence termina convirtiéndose en el siguiente blanco del asesino Jigsaw.

### 5 meses antes
Mientras atendía a John Kramer, Lawrence es llamado a su oficina a ser interrogado por los detectives David Tapp y Steven Sing, quienes encuentran su bolígrafo en la escena del crimen de Jigsaw, siendo prontamente acusado de ser Jigsaw.
Al ir a la jefatura, Lawrence afirma no poder ser Jigsaw, debido a que estaba con Carla en el momento del asesinato de Mark Rodríguez, al comprobarlo, los detectives le piden que escuche el testimonio de Amanda Young, reciente víctima del asesino, quien logró escapar. Poco después de escuchar la historia de Amanda, Lawrence decide ignorar aquellos hechos y continua su vida tal y como era, durante los siguientes cinco meses.
Se entera de la muerte del detective Sing y el despido del detective Tapp, por acechar a Jigsaw en su guarida, saliendo este ileso a costa de la muerte de Sing y una herida casi mortal en el cuello de Tapp. Este último, obsesionado con atrapar a Jigsaw y vengar a Sing, continua con la creencia de que Jigsaw es Gordon, por lo que contrata al fotógrafo Adam Stanheight, para seguirlo y conseguir pruebas.

### La X marca ellugar
Una noche es llamado por Carla, abandonando de nuevo a su esposa (a quien le dice que va al hospital) e hija (luego de que esta última no pudiera dormir, tras ver a "un hombre malo" en su habitación). Al llegar al motel, no se percata de que es seguido por Adam, por lo que entra a la habitación donde se encontraba su amante, Lawrence decide terminar la relación poco después de entrar, pero antes de irse es llamado por alguien extraño quien afirma saber de sus mentiras.
Al dirigirse al estacionamiento es fotografiado por Adam, quien luego desaparece para revelar las fotografías, Lawrence ignora el hecho de haber visto el flash y toma su auto. Al salir del estacionamiento, Lawrence sale de su auto, cogiendo un teléfono próximo para que le abran la puerta del estacionamiento, sin embargo no hay línea, no se percata de que una persona con máscara de cerdo sale de la parte trasera de su auto, acercándose a él, finalmente Lawrence es atacado.
Inconsciente, Lawrence es llevado a un baño industrial subterráneo, en el cual se llevaría a cabo el siguiente y más complicado juego de Jigsaw, el pie derecho de Lawrence es encadenado a un extremo del baño.
Al despertar, sin poder ver, grita por ayuda sin éxito alguno, escucha a alguien más y descubre el interruptor, al encenderlo descubre que el y su compañero Adam son las nuevas víctimas de Jigsaw. Adam y Lawrence están encadenados en lados opuestos del baño, entre ellos aparece un hombre muerto que aparentemente se suicidó (según el casete porque tenía veneno en las venas), que tiene entre sus manos un revólver y una grabadora, después de conseguir la misma, ambos escuchan el objetivo del juego: Lawrence debe matar a Adam antes de las seis, o si no su familia morirá, Adam debe encontrar la forma de salir. Ambos, mediante pistas en casetes, descubren instrumentos: Adam encuentra sus fotografías del doctor y un par de sierras, Lawrence encuentra un celular que sirve sólo para recibir llamadas, unos cigarrillos y un encendedor. Las sierras no pueden cortar sus cadenas, pero si sus pies. Lawrence busca una forma de salir para ambos, fingen que Lawrence mata a Adam, dándole un cigarrillo untado con la sangre del muerto, sin embargo Adam recibe un shock eléctrico, probando que no estaba muerto. Lawrence descubre que Adam fue contratado por Tapp para seguirlo y fotografiarlo, en una de las fotos aparece Zep, en la casa de Lawrence, por lo que ambos piensan que él es Jigsaw.
Ya son las seis, por lo que Lawrence desesperado, se corta su propio pie y con la pistola "mata" a Adam, A los pocos minutos llega Zep, tratando de matar a Lawrence por haber fallado su prueba, sin embargo Adam se levanta (ya que Lawrence le había disparado en el hombro), atrapa y mata a Zep. Lawrence le dice que irá a conseguir ayuda, Adam no quiere que Lawrence lo deje, sin embargo este se va prometiéndole a Adam que conseguirá ayuda.

### Destino
Luego de salir del baño industrial, encuentra una tubería caliente, presiona su herida con la tubería para poder cauterizarla. Cuando lo logra, queda inconsciente en el piso. Justo en ese momento, Jigsaw, quien ya había dejado encerrado a Adam en el baño, encuentra a Lawrence en el piso y luego de felicitarlo por sobrevivir, lo arrastra hasta una habitación para curar la herida de su pie y colocarle una prótesis. Al parecer, Lawrence aprendió el mensaje que Jigsaw quiso dejarle cuando jugó a su juego, por lo que este accedió a convertirse en su nuevo aprendiz. John más tarde lo consideraría como "su mayor adquisición", ya que quizás él fue el único de sus aprendices que entendió su mensaje, puesto que Amanda se había convertido en una asesina por sus problemas emocionales y Hoffman solo quería el legado de Jigsaw para hacer sufrir a las personas.
A partir de entonces Gordon participaría en diferentes trampas de manera oculta. Fue él quien metió la llave en el ojo de Michael en su juego. Lawrence fue quien le recomendó a John la Doctora Lynn Denlon para hacer la operación en su juego. También fue quien cosió los ojos de Trevor y al parecer también la boca de Art Blank en la trampa del mausoleo. Gordon también fue quien escribió la nota que Hoffman encontró en su escritorio: "Sé quién Eres".
Luego de que Jill recibiera una caja como parte del testamento de John, esta contenía un paquete que tenía una cinta que iba dirigida a Lawrence. Por lo tanto, Jill se dirigió al hospital en donde el Doctor Gordon estaba trabajando para poder enviársela por la puerta. Una vez que Gordon la recibe, la cinta traía un mensaje de John en el que este le pedía que cuidara a Jill y que si algo le pasara, que reaccionara de inmediato y castigara al responsable (John sabía que Hoffman trataría de matar a Jill si sobrevivía a su prueba).
Lawrence con frecuencia, asistía a las sesiones del gurú de la autoayuda Bobby Dagen, en donde asistían todas las víctimas de Jigsaw que habían sobrevivido a sus juegos. Según Bobby, el Doctor Gordon no solía hablar mucho. Sin embargo, en la última sesión que Bobby reúne antes de ser capturado por Hoffman, Lawrence, con un bastón en la mano para poder caminar (por la prótesis de su pie), aplaude y felicita las palabras con que Bobby alienta a los sobrevivientes. Después de que termina la sesión, se retira.
Luego de que Jill probara a Hoffman y pidiera la custodia del Detective Matt Gibson, Hoffman quedó con sed de venganza y con el deseo de matar a Jill. Cuando Hoffman logra burlar la vigilancia del Detective Gibson, quien tenía bajo custodia a Jill, logra capturarla y someterla a la misma trampa para oso invertida que antes había usado Amanda. Una vez que la trampa se activa, Jill muere. Hoffman procede a estallar el lugar junto con toda la evidencia que lo conecte con Jigsaw. Sin embargo al salir, es sorpresivamente atacado e inyectado por Gordon (cumpliendo la petición de John) y otros dos hombres con máscara de cerdo. Luego de revelarse ante Hoffman, este cae inconsciente. Lawrence recordó en la cinta que Jill le entregó que John le había enseñado muchos lugares, pero que quizás había uno que era el más importante para él y que no tendrá más secretos. Justamente, el lugar que Gordon escoge para castigar a Hoffman es en donde todo empezó: el baño industrial en donde él estuvo encerrado con Adam. Dentro del baño aún estaban los cadáveres de Adam, Zepp, Xavier y el pie esqueletizado del doctor. Cuando Hoffman despierta, Lawrence se acerca lentamente hacia él. Luego Hoffman trata de tomar la misma sierra que Gordon usó para cortarse el pie, pero Lawrence se lo impide, quitándole toda posibilidad de salvarse. Lawrence se retira del baño y, mientras Hoffman le grita y lo maldice, apaga las luces y dice "Fin del Juego", dejando a Hoffman encerrado para siempre.

## Doblaje
- Antonio Lara realiza el doblaje del Dr. Gordon en la primera y última entrega de Saw.

- Humberto Solórzano realiza el doblaje del Dr. Gordon para Latinoamérica de la primera entrega de Saw.

- Gustavo Dardés realiza el doblaje del Dr. Gordon para Latinoamérica de la séptima entrega de Saw.

- Datos: Q3828138